# U 2 (тип підводних човнів Німеччини)
| U-2                        | | |
|                            | | |
|                            | | |
| Під прапором               | Німецька імперія | Німецька імперія |
| Спуск на воду              | 18 липня 1908 (1 човен) | 18 липня 1908 (1 човен) |
| Виведений зі складу флоту  | 19 лютого 1919 | 19 лютого 1919 |
| Сучасний статус            | утилізований | утилізований |
| Проєкт                     | | |
| Тип ПЧ                     | Дизельний ПЧ | Дизельний ПЧ |
| Розробник проєкту          | Kaiserliche Werft Danzig, Данціґ                                                                                                   | Kaiserliche Werft Danzig, Данціґ                                                                                                   |
| Вартість                   | 1548000 марок | 1548000 марок |
| Основні характеристики     | | |
| Швидкість (надводна)       | 13,2 вузлів (24,4 км/год) | 13,2 вузлів (24,4 км/год) |
| Швидкість (підводна)       | 9 вузлів (17 км/год) | 9 вузлів (17 км/год) |
| Гранична глибина занурення | 30 м | 30 м |
| Автономність плавання      | 10 діб, 1600 морських миль (3000 км) при швидкості 24 км/год , в підводному положенні — 50 м.миль (93 км) при швидкості 9,3 км/год | 10 діб, 1600 морських миль (3000 км) при швидкості 24 км/год , в підводному положенні — 50 м.миль (93 км) при швидкості 9,3 км/год |
| Екіпаж                     | 21 особи (3 офіцери) | 21 особи (3 офіцери) |
| Розміри                    | | |
| Довжина найбільша (по КВЛ) | 45,42 м | 45,42 м |
| Ширина корпусу найб.       | 5,5 м | 5,5 м |
| Середня осадка (по КВЛ)    | 3 м | 3 м |
| Водотоннажність надводна   | 336 (341) т | 336 (341) т |
| Озброєння                  | | |
| Торпедно- мінне озброєння  | 2 носових і 2 кормових ТА калібру 18” (450-мм). 6 торпед                                                                           | 2 носових і 2 кормових ТА калібру 18” (450-мм). 6 торпед                                                                           |
| Зображення на Вікісховищі  | | |

 U 2 (тип підводних човнів Німеччини)   - другий німецький підводний човен замовлений для ВМФ Німецької імперії.  Замовлений 4 березня 1906, спущений на воду 18 червня 1908 року,  переданий флоту 18  липня 1908 року, виведений з флоту 19 лютого 1919. 3 лютого 1920 року був проданий на металобрухт.
В часи  Першої світової війни вважався вже застарілим і використовувався тільки як навчальний. 
Цей човен був продовженням вдосконалення човна типу  U 1. Відрізнявся більшим тоннажем, розмірами, потужнішою енергетичною установкою, вдосконаленими гребними гвинтами, потужнішим і покращеним озброєнням.